# Lida Gustava Heymann
Lida Gustava Heymann (15 de marzo de 1868-31 de julio de 1943) fue una  feminista alemana, pacifista y activista por los derechos de las mujeres.

## Trayectoria
Junto con su socia Anita Augspurg es una de las figuras más prominentes en el movimiento de las mujeres burguesas. Estuvo, entre otras cosas, al frente del Verband Fortschrittlicher Frauenvereine, la Asociación de los grupos de las mujeres. Cofundadora del movimiento abolicionista en Alemania, ya que en esta época el Estado alemán permitía y regulaba la prostitución. En este sentido entró en conflicto con la ley, protestó sobre el trato a las prostitutas y pidió la abolición del control estatal sobre ellas. Heymann quiso ayudar a que las mujeres para que se liberaran de la dominación masculina. Con su herencia fundó un centro para mujeres, ofreciendo comidas, una guardería y consultorio. También funda una escuela secundaria mixta una asociación profesional para  empleadas y trabajadoras del teatro.
En 1902 funda junto con Anita Augspurg el Verein für Frauenstimmrecht , Sociedad para el sufragio de las mujeres. Junto con Augspurg, publica el diario Frau im Staat , Mujeres en el Estado de 1919 a 1933. Este diario presentaba las posturas pacifistas, feministas y democráticas en varios temas. En 1923 Heymann y Augspurg pidieron la expulsión del austríaco Adolf Hitler de Alemania. Cuando Hitler tomó el poder en 1933, ambas estaban fuera del país; y no regresaron. Sus propiedades fueron confiscadas y se establecieron en Suiza. Heymann Murió en 1943 y fue enterrada en el cementerio de Fluntern.

## Publicaciones
- Lida Gustava Heymann, Anita Augspurg, Erlebtes, Erschautes. Deutsche Frauen kämpfen für Freiheit, Recht und Frieden, Hellmann, Frankfurt/M. 1992 ISBN 3-927164-43-7